# Anymore for Anymore
| Críticas profissionais | Críticas profissionais |
| Avaliações da crítica  | Avaliações da crítica  |
| Fonte                  | Avaliação              |
| ---------------------- | ---------------------- |
| Allmusic               | 4.5 de 5 estrelas.     |

Anymore for Anymore é o álbum de estréia da carreira solo do músico britânico Ronnie Lane. Lançado em julho de 1974 pela GM Records, foi gravado durante o ano anterior com seu estúdio móvel em sua fazenda no País de Gales.

## Faixas
1. "Careless Love"  (Traditional) - 4:09
2. "Don't You Cry for Me"  (Ronnie Lane) - 4:26
3. "(Bye and Bye) Gonna See The King"  (Ronnie Lane) - 5:06
4. "Silk Stockings"  (Ronnie Lane/Kevin Westlake) - 1:48
5. "The Poacher"  (Ronnie Lane) - 3:45
6. "Roll On Babe"  (Derroll Adams) - 3:20
7. "Tell Everyone"  (Ronnie Lane) - 3:00
8. "Amelia Earhart's Last Flight"  (Dave McEnery) - 5:49
9. "Anymore for Anymore"  (Ronnie Lane/Kate Lambert) - 3:43
10. "Just a Bird in a Gilded Cage"  (Harry Von Tilzer) - 1:06
11. "Chicken Wired"  (Ronnie Lane) - 4:25

## Créditos
- Ronnie Lane – guitarra, baixo, vocais
- Graham Lyle – banjo, bandolim, guitarra
- Benny Gallagher – baixo, guitarra, acordeon
- Kevin Westlake – guitarra
- Ken Slaven – violino
- Steve Bingham – baixo
- Jimmy Jewell – saxofone
- Bruce Rowland – bateria
- Tanners - vocais